# Glenuig
Glenuig (Schots-Gaelisch: Gleann Ùige) is een dorp ongeveer 50 kilometer ten westen van Fort William in de Schotse lieutenancy Inverness in het raadsgebied Highland.